# Ivan Svensson (1904–1989)
Helge Gustaf Ivan Svensson, född 17 juni 1904, död 18 juli 1989, var en svensk  bruksdisponent. Han var huvudägare i Skyllbergs Bruks AB och verkställande direktör där 1928–1978.
Ivan Svensson var son till bruksdisponenten och riksdagsmannen Ivan Svensson (1858–1918), som 1888 – tillsammans med sin yngre bror Gustaf Svensson (1860–1937) – köpt aktiemajoriteten i Skyllbergs bruk av Axel Burenstam.
Han blev 1926 styrelseledamot i Skyllbergs Bruks AB och tog som 23-åring 1928 över ledningen för företaget efter sin morbror Gustaf Svensson. Han kvarstod som verkställande direktör i 50 år till 1978, då han efterträddes av sonen Gustaf.
Han gifte sig 1937 med Gunvor Setterwall. Paret hade tre söner och en dotter.